# Acemya pyrrhocera
Acemya pyrrhocera là một loài ruồi trong họ Tachinidae.